# Tkanina
Tkanina je tekstilni izdelek, narejen s tkanjem. Za njeno izdelavo sta potrebna dva, pravokotno križajoča se sistema niti (osnovne niti in votkovne niti). Tkanine so lahko iz naravnih vlaken rastlinskega izvora (bombaž, lan) in vlaken živalskega izvora (svila, volna) ter umetnih sintetičnih vlaken ali mešanice naravnih in sintetičnih vlaken. Poznamo več vrst tkanin in vezav. Tkanina se med seboj razlikuje po načinu vezave.

## Vrste
- bukle